# 황성공원
황성공원(皇城公園, Hwangseong Park)은 대한민국 경상북도 경주시 황성동에 있는 공원 및 스포츠 시설 단지이다. 경주시민운동장, 경주축구공원, 경주실내체육관 등의 스포츠 시설이 설치되어 있고, 숲으로 조성된 공원이 갖춰져 있다. 경주시에서 열리는 많은 행사들이 이 곳에서 진행된다. 숲 사이로 자동차 3~4대 정도의 너비의 아스팔트로 포장된 길과 산책로가 있으며, 산책로를 따라 30여 종류의 운동시설도 있다.

## 시설물

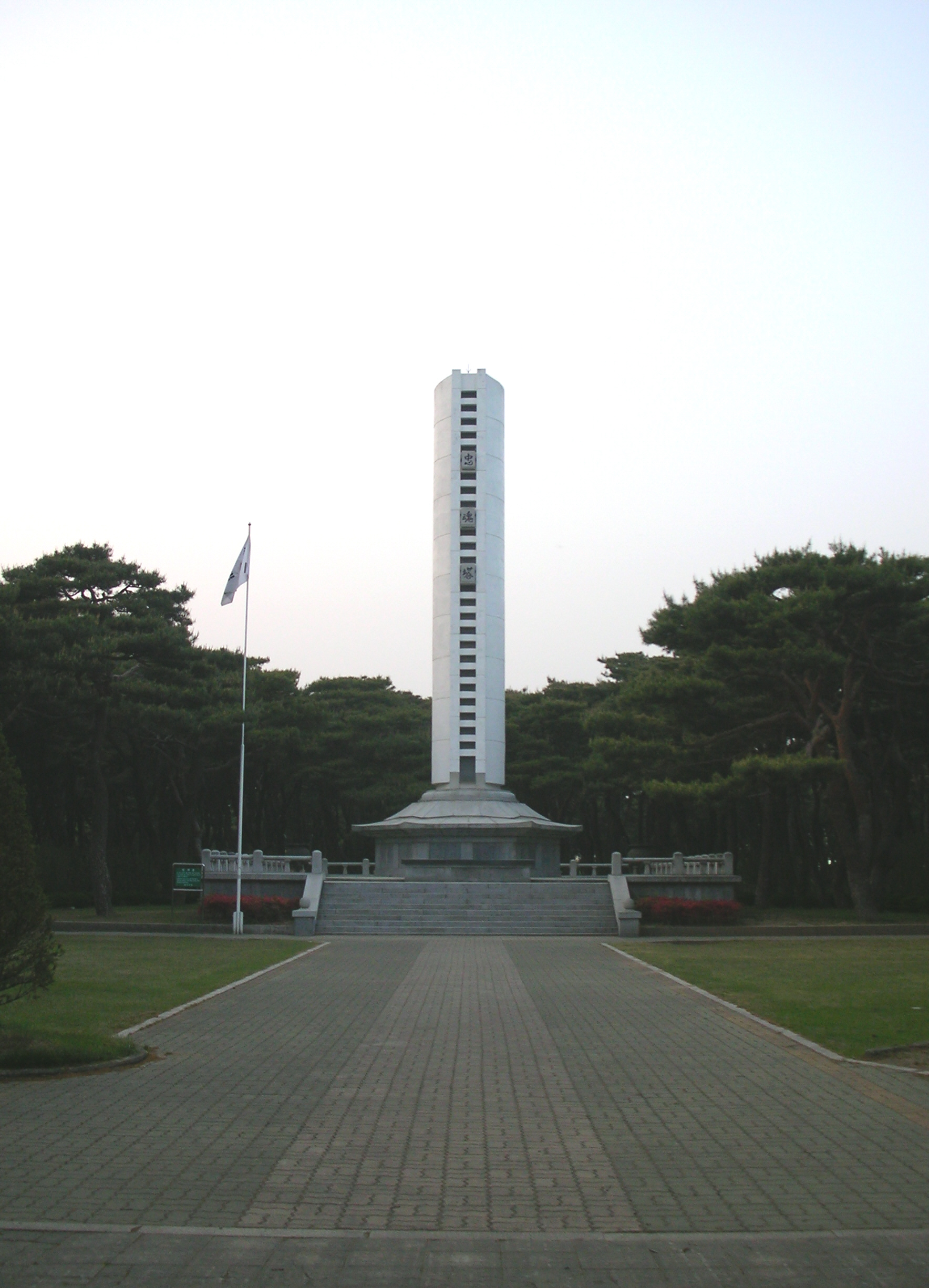
충혼탑

대표적인 시설물로 경주시민운동장, 경주실내체육관, 경주시립도서관, 충혼탑, 국궁의 궁도장 호림정이 있다.
경주 출신인 시인 박목월의 시비(詩碑)와, 나즈막한 높이의 동산 위에 높이 16m의 김유신 장군 동상도 있다.

## 주변환경
주변에 있는 서천과 북천 둔치에 조깅코스와, 인라인 스케이트, 자전거를 타고 다닐 수 있는 약 10km의 산책로가 있다.
남쪽으로는 알천(북천)을경계로 성건동과 마주보고있고 개인사유지가 공원의 반을 감싸고 있고 925번 지방도와 7번 국도를 경계로 각각 황성동 시가지 동천동 시가지와 마주보고 있다

## 사진

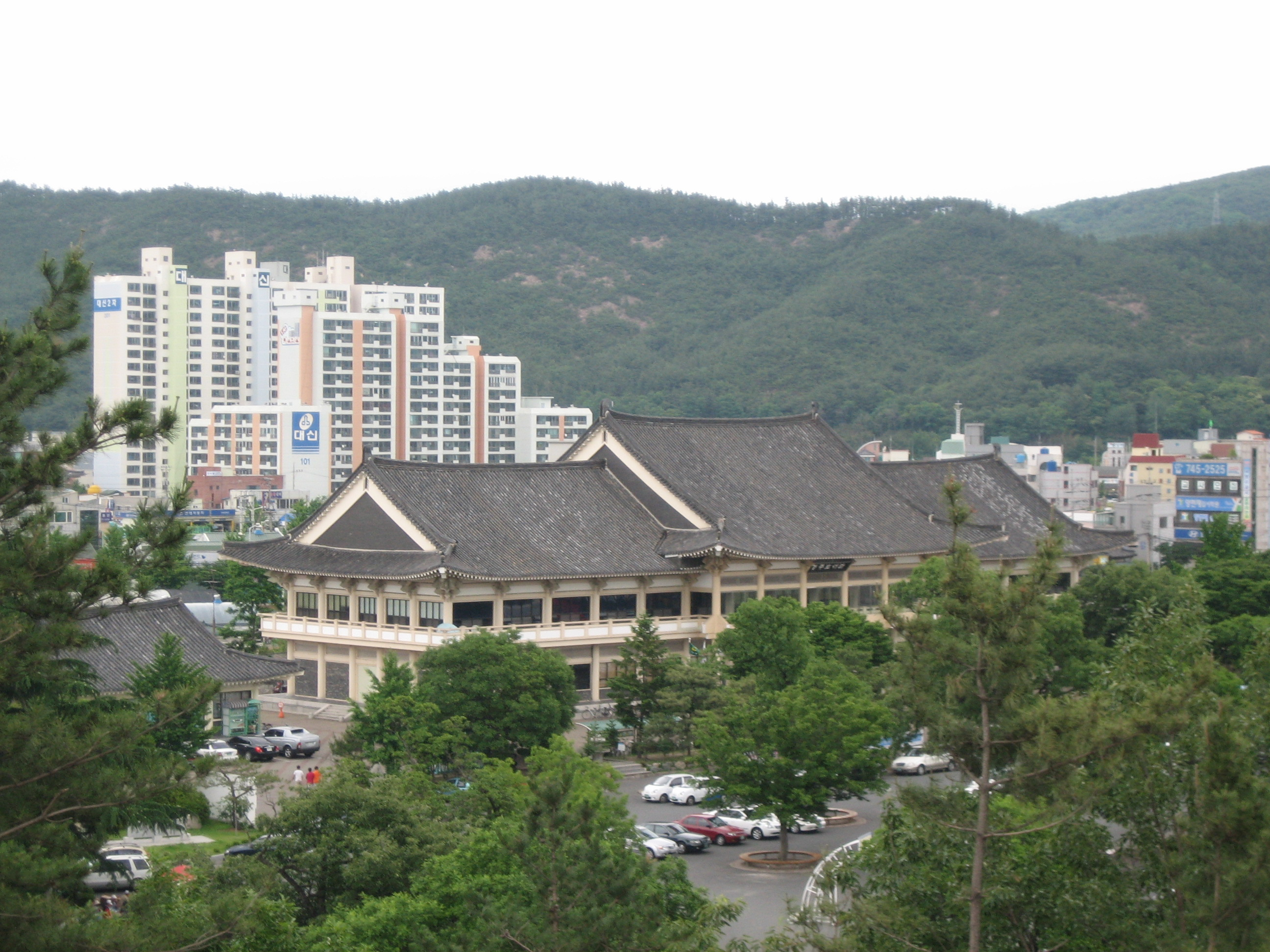
경주시립도서관
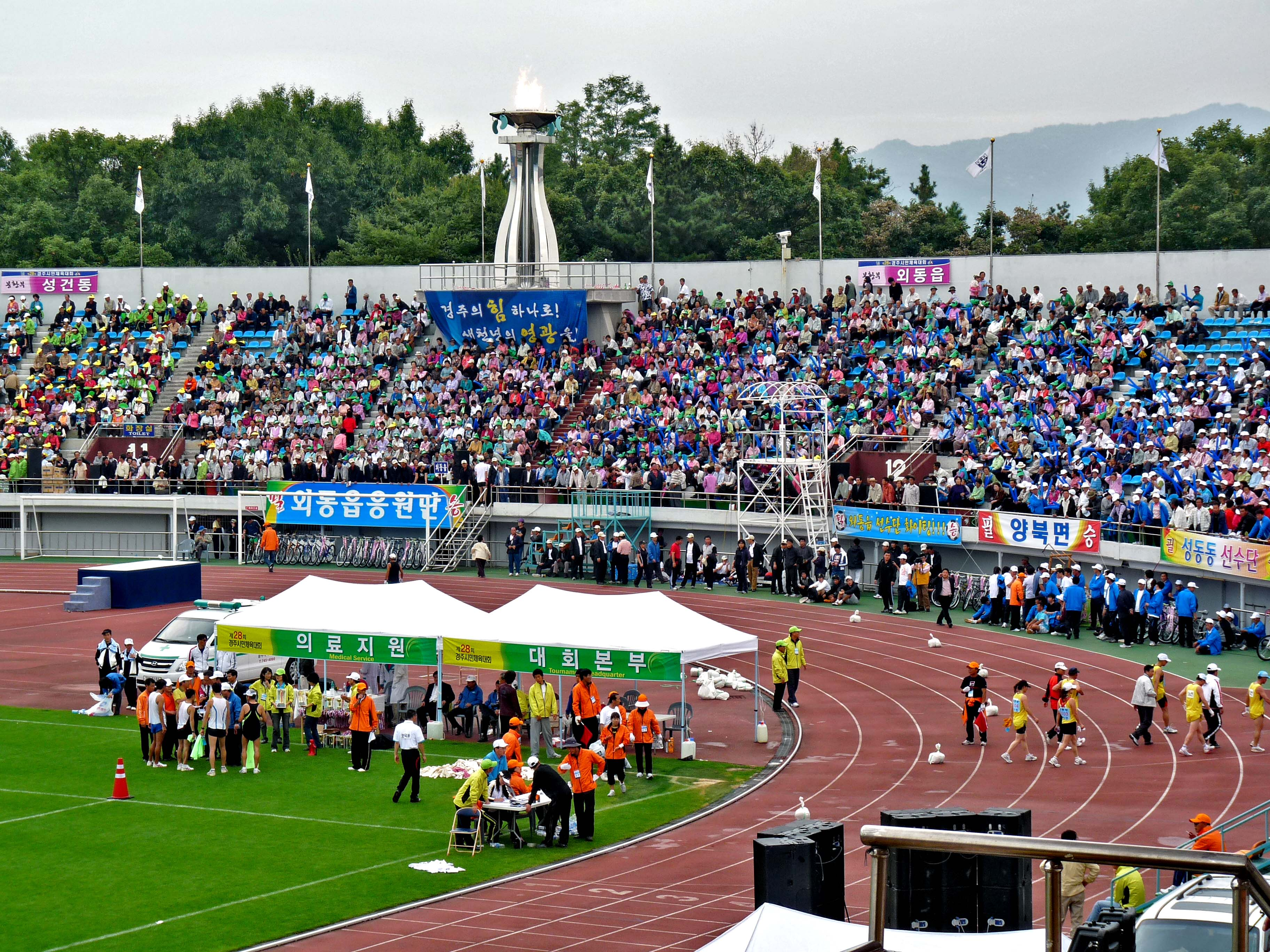
2008년 경주시민체육대회
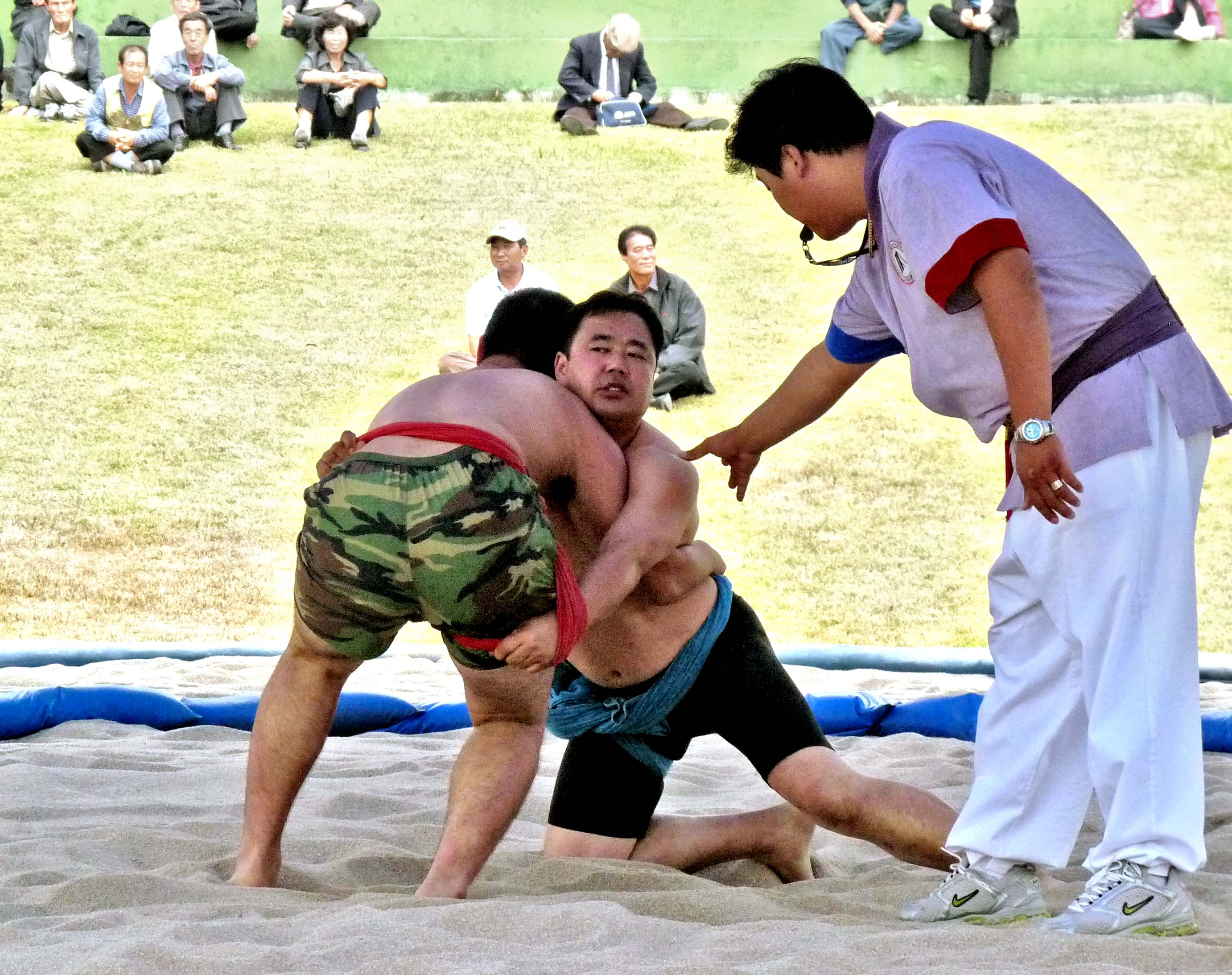
씨름장

## 참고 문헌
- “황성공원 체육시설”. 경주시시설관리공단.
- “황성공원”. 《경주 문화관광》. 경주시청.
- “경주시 스포츠 시설”. 《경주 문화관광》. 경주시청.
- 〈황성공원〉. 《두피디아》. 두산.
- “황성공원”. 《대한민국 구석구석》. 한국관광공사.
- 《2018년 전국 공공체육시설 현황 (2017년말 기준)》. 대한민국 문화체육관광부. 2019.
- 《2020년 전국 공공체육시설 현황 (2019년말 기준)》. 대한민국 문화체육관광부. 2021.

## 같이 보기
- 경주시민운동장
- 경주축구공원
- 경주실내체육관
- 경주시립도서관
- 경주예술의전당